# پوتوتشکی
پوتوتشکی (به چکی: Potůčky) یک منطقهٔ مسکونی در جمهوری چک است که در ناحیه کارلووی واری واقع شده‌است. پوتوتشکی ۳۲٫۰۲ کیلومتر مربع مساحت و ۴۵۴ نفر جمعیت دارد.